# Az NSZK az 1976. évi nyári olimpiai játékokon
Az NSZK a kanadai Montréalban megrendezett 1976. évi nyári olimpiai játékok egyik részt vevő nemzete volt. Az országot az olimpián 20 sportágban 290 sportoló képviselte, akik összesen 39 érmet szereztek.

## Érmesek
| Érem  | Versenyző                                                                         | Sportág       | Versenyszám                    |
| ----- | --------------------------------------------------------------------------------- | ------------- | ------------------------------ |
| Arany | Annegret Richter                                                                  | Atlétika      | Női 100 m                      |
| Arany | Gregor Braun                                                                      | Kerékpározás  | Férfi egyéni üldözőverseny     |
| Arany | Gregor Braun Hans Lutz Günther Schumacher Peter Vonhof                            | Kerékpározás  | Férfi csapat üldözőverseny     |
| Arany | Harry Boldt Gabriela Grillo Reiner Klimke                                         | Lovaglás      | Csapat díjlovaglás             |
| Arany | Alwin Schockemöhle                                                                | Lovaglás      | Egyéni díjugratás              |
| Arany | Karlheinz Smieszek                                                                | Sportlövészet | Sportpuska fekvő               |
| Arany | Harro Bode Frank Hübner                                                           | Vitorlázás    | 470-es osztály                 |
| Arany | Eckart Diesch Jörg Diesch                                                         | Vitorlázás    | Repülő hollandi                |
| Arany | Alexander Pusch                                                                   | Vívás         | Férfi párbajtőr, egyéni        |
| Arany | Thomas Bach Matthias Behr Harald Hein Klaus Reichert Erk Sens-Gorius              | Vívás         | Férfi tőr, csapat              |
| Ezüst | Guido Kratschmer                                                                  | Atlétika      | Férfi tízpróba                 |
| Ezüst | Annegret Richter                                                                  | Atlétika      | Női 200 m                      |
| Ezüst | Inge Helten Annegret Kroniger Elvira Poßekel Annegret Richter                     | Atlétika      | Női 4 × 100 m váltó            |
| Ezüst | Marion Becker                                                                     | Atlétika      | Női gerelyhajítás              |
| Ezüst | Günther Neureuther                                                                | Cselgáncs     | Férfi nehézsúly                |
| Ezüst | Peter-Michel Kolbe                                                                | Evezés        | Férfi egypárevezős             |
| Ezüst | Harry Boldt                                                                       | Lovaglás      | Egyéni díjlovaglás             |
| Ezüst | Hans Günter Winkler Alwin Schockemöhle Paul Schockemöhle Sönke Sönksen            | Lovaglás      | Csapat díjugratás              |
| Ezüst | Otto Ammermann Herbert Blöcker Helmut Rethemeier Karl Schultz                     | Lovaglás      | Csapat lovastusa               |
| Ezüst | Ulrich Lind                                                                       | Sportlövészet | Sportpuska fekvő               |
| Ezüst | Hans-Jürgen Hehn                                                                  | Vívás         | Férfi párbajtőr, egyéni        |
| Ezüst | Reinhold Behr Volker Fischer Hans-Jürgen Hehn Hanns Jana Alexander Pusch          | Vívás         | Férfi párbajtőr, csapat        |
| Bronz | Paul-Heinz Wellmann                                                               | Atlétika      | Férfi 1500 m                   |
| Bronz | Klaus-Peter Hildenbrand                                                           | Atlétika      | Férfi 5000 m                   |
| Bronz | Bernd Herrmann Franz-Peter Hofmeister Lothar Krieg Harald Schmid                  | Atlétika      | Férfi 4 × 400 m váltó          |
| Bronz | Inge Helten                                                                       | Atlétika      | Női 100 m                      |
| Bronz | Karl-Heinz Helbing                                                                | Birkózás      | Kötöttfogás, 74 kg             |
| Bronz | Adolf Seger                                                                       | Birkózás      | Szabadfogás, 82 kg             |
| Bronz | Peter van Roye Thomas Strauß                                                      | Evezés        | Férfi kormányos nélküli kettes |
| Bronz | Hans-Johann Färber Siegfried Fricke Ralph Kubail Peter Niehusen Hartmut Wenzel    | Evezés        | Férfi kormányos négyes         |
| Bronz | Edith Eckbauer Thea Einöder                                                       | Evezés        | Női kormányos nélküli kettes   |
| Bronz | Reiner Klimke                                                                     | Lovaglás      | Egyéni díjlovaglás             |
| Bronz | Karl Schultz                                                                      | Lovaglás      | Egyéni lovastusa               |
| Bronz | Reinhard Skricek                                                                  | Ökölvívás     | Váltósúly                      |
| Bronz | Werner Seibold                                                                    | Sportlövészet | Sportpuska összetett           |
| Bronz | Eberhard Gienger                                                                  | Torna         | Férfi nyújtó                   |
| Bronz | Peter Nocke                                                                       | Úszás         | Férfi 100 m gyors              |
| Bronz | Dirk Braunleder Michael Kraus Walter Kusch Peter Lang Peter Nocke Klaus Steinbach | Úszás         | Férfi 4 × 100 m vegyes váltó   |
| Bronz | Jörg Schmall Jörg Spengler                                                        | Vitorlázás    | Tornádó                        |

## Atlétika
Férfi
| Versenyző                                                        | Versenyszám     | Előfutam      | Előfutam      | Előfutam      | Negyeddöntő | Negyeddöntő | Negyeddöntő | Elődöntő | Elődöntő | Elődöntő | Döntő         | Döntő         |
| Versenyző                                                        | Versenyszám     | Idő           | Hely.         | Össz.         | Idő         | Hely.       | Össz.       | Idő      | Hely.    | Össz.    | Idő           | Helyezés      |
| ---------------------------------------------------------------- | --------------- | ------------- | ------------- | ------------- | ----------- | ----------- | ----------- | -------- | -------- | -------- | ------------- | ------------- |
| Werner Bastians                                                  | 100 m           | 11,17         | 7.            | 58.           | kiesett     | kiesett     | kiesett     | kiesett  | kiesett  | kiesett  | kiesett       | kiesett       |
| Klaus Bieler                                                     | 100 m           | 10,58         | 2.            | 13.*          | 10,80       | 7.          | 28.         | kiesett  | kiesett  | kiesett  | kiesett       | kiesett       |
| Dieter Steinmann                                                 | 100 m           | 10,68         | 3.            | 28.           | 10,67       | 7.          | 27.         | kiesett  | kiesett  | kiesett  | kiesett       | kiesett       |
| Bernd Herrmann                                                   | 400 m           | 46,99         | 2.            | 13.           | 46,07       | 4.          | 7.          | 45,94    | 5.       | 10.      | kiesett       | kiesett       |
| Franz-Peter Hofmeister                                           | 400 m           | 47,17         | 3.            | 16.           | 46,20       | 3.          | 9.          | 46,05    | 6.       | 11.      | kiesett       | kiesett       |
| Karl Honz                                                        | 400 m           | 47,47         | 4.            | 25.           | 46,94       | 3.          | 21.*        | 46,63    | 8.       | 15.      | kiesett       | kiesett       |
| Willi Wülbeck                                                    | 800 m           | 1:48,47       | 1.            | 20.*          |             |             |             | 1:47,18  | 4.       | 10.      | 1:45,26       | 4.            |
| Paul-Heinz Wellmann                                              | 800 m           | 1:48,47       | 3.            | 20.*          |             |             |             | kiesett  | kiesett  | kiesett  | kiesett       | kiesett       |
| Paul-Heinz Wellmann                                              | 1500 m          | 3:39,86       | 1.            | 13.           |             |             |             | 3:38,99  | 5.       | 5.       | 3:39,33       |               |
| Thomas Wessinghage                                               | 1500 m          | 3:37,93       | 2.            | 4.            |             |             |             | 3:40,06  | 5.       | 10.      | kiesett       | kiesett       |
| Thomas Wessinghage                                               | 800 m           | 1:46,56       | 5.            | 5.            |             |             |             | 1:48,18  | 7.       | 14.      | kiesett       | kiesett       |
| Karl Fleschen                                                    | 1500 m          | 3:42,09       | 4.            | 21.           |             |             |             | kiesett  | kiesett  | kiesett  | kiesett       | kiesett       |
| Klaus-Peter Hildenbrand                                          | 5000 m          | 13:45,85      | 3.            | 25.           |             |             |             |          |          |          | 13:25,38      |               |
| Detlef Uhlemann                                                  | 5000 m          | 13:21,08      | 5.            | 5.            |             |             |             |          |          |          | 13:31,07      | 10.           |
| Detlef Uhlemann                                                  | 10 000 m        | 28:29,28      | 6.            | 19.           |             |             |             |          |          |          | kiesett       | kiesett       |
| Harald Schmid                                                    | 400 m gát       | 50,57         | 2.            | 4.            |             |             |             | kizárták | kizárták | kizárták | kiesett       | kiesett       |
| Gerd Frähmcke                                                    | 3000 m akadály  | nem ért célba | nem ért célba | nem ért célba |             |             |             |          |          |          | kiesett       | kiesett       |
| Willi Maier                                                      | 3000 m akadály  | 8:44,82       | 9.            | 20.           |             |             |             |          |          |          | kiesett       | kiesett       |
| Michael Karst                                                    | 3000 m akadály  | 8:25,02       | 4.            | 8.            |             |             |             |          |          |          | 8:20,14       | 5.            |
| Günter Mielke                                                    | Maraton         |               |               |               |             |             |             |          |          |          | 2:35:44       | 54.           |
| Bernd Kannenberg                                                 | 20 km gyaloglás |               |               |               |             |             |             |          |          |          | nem ért célba | nem ért célba |
| Gerhard Weidner                                                  | 20 km gyaloglás |               |               |               |             |             |             |          |          |          | 1:32:56       | 18.           |
| Klaus Ehl Klaus Bieler Dieter Steinmann Reinhard Borchert        | 4 × 100 m váltó | 39,63         | 2.            | 6.            |             |             |             | 39,58    | 5.       | 9.       | kiesett       | kiesett       |
| Franz-Peter Hofmeister Lothar Krieg Harald Schmid Bernd Herrmann | 4 × 400 m váltó | 3:03,24       | 2.            | 3.            |             |             |             |          |          |          | 3:01,98       |               |

| Versenyző          | Versenyszám   | Selejtező | Selejtező | Döntő    | Döntő    |
| Versenyző          | Versenyszám   | Eredmény  | Helyezés  | Eredmény | Helyezés |
| ------------------ | ------------- | --------- | --------- | -------- | -------- |
| Walter Boller      | Magasugrás    | 213 cm    | 17.*      | kiesett  | kiesett  |
| Wolfgang Killing   | Magasugrás    | 205 cm    | 23.       | kiesett  | kiesett  |
| Günther Lohre      | Rúdugrás      | 510 cm    | 1.**      | 535 cm   | 9.       |
| Hans Baumgartner   | Távolugrás    | 781 cm    | 9.        | 784 cm   | 8.       |
| Hans-Jürgen Berger | Távolugrás    | 770 cm    | 14.       | kiesett  | kiesett  |
| Wolfgang Kolmsee   | Hármasugrás   | 16,68 m   | 3.        | 16,68 m  | 6.       |
| Ralf Reichenbach   | Súlylökés     | 19,31 m   | 13.       | kiesett  | kiesett  |
| Hein-Direck Neu    | Diszkoszvetés | 61,88 m   | 7.        | 60,46 m  | 12.      |
| Edwin Klein        | Kalapácsvetés | 68,72 m   | 12.       | 71,34 m  | 8.       |
| Karl-Hans Riehm    | Kalapácsvetés | 74,46 m   | 1.        | 75,46 m  | 4.       |
| Walter Schmidt     | Kalapácsvetés | 70,76 m   | 5.*       | 74,72 m  | 5.       |
| Michael Wessing    | Gerelyhajítás | 82,54 m   | 8.        | 79,06 m  | 9.       |

| Versenyző        | Versenyszám | 100 m | 100 m | Távolugrás | Távolugrás | Súlylökés | Súlylökés | Magasugrás | Magasugrás | 400 m | 400 m | 110 m gát | 110 m gát | Diszkoszvetés | Diszkoszvetés | Rúdugrás                 | Rúdugrás                 | Gerelyhajítás | Gerelyhajítás | 1500 m  | 1500 m | Végeredmény | Végeredmény |
| Versenyző        | Versenyszám | Idő   | Pont  | Eredmény   | Pont       | Eredmény  | Pont      | Eredmény   | Pont       | Idő   | Pont  | Idő       | Pont      | Eredmény      | Pont          | Eredmény                 | Pont                     | Eredmény      | Pont          | Idő     | Pont   | Pont        | Helyezés    |
| ---------------- | ----------- | ----- | ----- | ---------- | ---------- | --------- | --------- | ---------- | ---------- | ----- | ----- | --------- | --------- | ------------- | ------------- | ------------------------ | ------------------------ | ------------- | ------------- | ------- | ------ | ----------- | ----------- |
| Guido Kratschmer | Tízpróba    | 10,66 | 938   | 739 cm     | 908        | 14,74 m   | 774       | 203 cm     | 831        | 48,19 | 900   | 14,58     | 901       | 45,70 m       | 781           | 460 cm                   | 790                      | 66,32 m       | 833           | 4:29,09 | 751    | 8407        |             |
| Claus Marek      | Tízpróba    | 10,81 | 903   | 723 cm     | 869        | 13,42 m   | 693       | 191 cm     | 723        | 47,12 | 952   | 15,19     | 827       | 38,40 m       | 632           | 430 cm                   | 702                      | 52,32 m       | 623           | 4:27,84 | 759    | 7683        | 10.         |
| Eberhard Stroot  | Tízpróba    | 10,75 | 917   | 738 cm     | 905        | 13,48 m   | 697       | 188 cm     | 696        | 47,61 | 928   | 15,23     | 822       | 39,82 m       | 661           | érvényes kísérlet nélkül | érvényes kísérlet nélkül | 65,10 m       | 815           | 4:27,48 | 761    | 7202        | 21.         |

Női
| Versenyző                                                     | Versenyszám     | Előfutam | Előfutam | Előfutam | Negyeddöntő      | Negyeddöntő      | Negyeddöntő      | Elődöntő | Elődöntő | Elődöntő | Döntő   | Döntő    |
| Versenyző                                                     | Versenyszám     | Idő      | Hely.    | Össz.    | Idő              | Hely.            | Össz.            | Idő      | Hely.    | Össz.    | Idő     | Helyezés |
| ------------------------------------------------------------- | --------------- | -------- | -------- | -------- | ---------------- | ---------------- | ---------------- | -------- | -------- | -------- | ------- | -------- |
| Elvira Poßekel                                                | 100 m           | 11,48    | 4.       | 21.      | 11,58            | 6.               | 21.*             | kiesett  | kiesett  | kiesett  | kiesett | kiesett  |
| Inge Helten                                                   | 100 m           | 11,26    | 1.       | 4.       | 11,20            | 1.               | 2.               | 11,18    | 2.       | 3.       | 11,17   |          |
| Inge Helten                                                   | 200 m           | 23,40    | 3.       | 13.      | 23,09            | 2.               | 5.               | 22,97    | 3.       | 6.       | 22,68   | 5.       |
| Annegret Richter                                              | 200 m           | 23,47    | 3.       | 15.      | 23,35            | 3.               | 13.              | 22,90    | 2.       | 4.       | 22,39   |          |
| Annegret Richter                                              | 100 m           | 11,19    | 1.       | 1.       | 11,05            | 1.               | 1.               | 11,01    | 1.       | 1.       | 11,08   |          |
| Annegret Kroniger                                             | 200 m           | 23,43    | 5.       | 14.      | nem állt rajthoz | nem állt rajthoz | nem állt rajthoz | kiesett  | kiesett  | kiesett  | kiesett | kiesett  |
| Dagmar Fuhrmann                                               | 400 m           | 52,58    | 3.       | 10.      | 52,02            | 5.               | 15.              | kiesett  | kiesett  | kiesett  | kiesett | kiesett  |
| Silvia Hollmann                                               | 400 m           | 53,73    | 5.       | 29.      | 53,77            | 7.               | 27.              | kiesett  | kiesett  | kiesett  | kiesett | kiesett  |
| Rita Jahn-Wilden                                              | 400 m           | 53,08    | 3.       | 22.      | 52,41            | 4.               | 18.              | 51,82    | 7.       | 13.      | kiesett | kiesett  |
| Brigitte Kraus                                                | 1500 m          | 4:07,79  | 1.       | 7.       |                  |                  |                  | 4:04,21  | 7.       | 7.       | kiesett | kiesett  |
| Ellen Tittel-Wellmann                                         | 1500 m          | 4:07,20  | 5.       | 5.       |                  |                  |                  | 4:07,54  | 3.       | 11.      | 4:07,91 | 7.       |
| Elvira Poßekel Inge Helten Annegret Richter Annegret Kroniger | 4 × 100 m váltó | 42,61    | 1.       | 1.       |                  |                  |                  |          |          |          | 42,59   |          |
| Claudia Steger Dagmar Fuhrmann Elke Barth Rita Jahn-Wilden    | 4 × 400 m váltó | 3:26,31  | 4.       | 6.       |                  |                  |                  |          |          |          | 3:25,71 | 5.       |

| Versenyző          | Versenyszám   | Selejtező | Selejtező | Döntő    | Döntő    |
| Versenyző          | Versenyszám   | Eredmény  | Helyezés  | Eredmény | Helyezés |
| ------------------ | ------------- | --------- | --------- | -------- | -------- |
| Brigitte Holzapfel | Magasugrás    | 180 cm    | 1.        | 187 cm   | 11.      |
| Ulrike Meyfarth    | Magasugrás    | 178 cm    | 22.*      | kiesett  | kiesett  |
| Christa Striezel   | Távolugrás    | 609 cm    | 19.       | kiesett  | kiesett  |
| Eva Wilms          | Súlylökés     |           |           | 19,29 m  | 7.       |
| Marion Becker      | Gerelyhajítás | 65,14 m   | 1.        | 64,70 m  |          |

| Versenyző       | Versenyszám | 100 m gát | 100 m gát | Súlylökés | Súlylökés | Magasugrás | Magasugrás | Távolugrás | Távolugrás | 200 m | 200 m | Végeredmény | Végeredmény |
| Versenyző       | Versenyszám | Idő       | Pont      | Eredmény  | Pont      | Eredmény   | Pont       | Eredmény   | Pont       | Idő   | Pont  | Pont        | Helyezés    |
| --------------- | ----------- | --------- | --------- | --------- | --------- | ---------- | ---------- | ---------- | ---------- | ----- | ----- | ----------- | ----------- |
| Margot Eppinger | Ötpróba     | 13,97     | 983       | 12,75 m   | 711       | 168 cm     | 830        | 607 cm     | 871        | 24,61 | 923   | 4318        | 10.         |

* - egy másik versenyzővel azonos eredményt/időt ért el

** - tíz másik versenyzővel azonos eredményt ért el

## Birkózás
Kötöttfogású
| Versenyző           | Versenyszám | 1. forduló                       | 2. forduló                      | 3. forduló                              | 4. forduló                             | 5. forduló                            | 6. forduló        | Döntő                                                                                              | Helyezés    |
| Versenyző           | Versenyszám | Ellenfél Eredmény                | Ellenfél Eredmény               | Ellenfél Eredmény                       | Ellenfél Eredmény                      | Ellenfél Eredmény                     | Ellenfél Eredmény | Ellenfél Eredmény                                                                                  | Helyezés    |
| ------------------- | ----------- | -------------------------------- | ------------------------------- | --------------------------------------- | -------------------------------------- | ------------------------------------- | ----------------- | -------------------------------------------------------------------------------------------------- | ----------- |
| Rolf Krauß          | 52 kg       | Bruce Thompson (USA) · 15-7      | Leonel Duarte (POR) · kétvállas | Nicu Gingă (ROU) · kizárták             | Morad Ali Shiran (IRI) · 16-10         | Vitalij Konsztantyinyov (URS) · 11-16 |                   | kiesett                                                                                            | 4.          |
| Hans-Jürgen Veil    | 57 kg       | Pertti Ukkola (FIN) · kizárták   | Per Lindholm (SWE) · 7-7        | kiesett                                 | kiesett                                | kiesett                               |                   | kiesett                                                                                            | helyezetlen |
| Manfred Schöndorfer | 68 kg       | Heinz-Helmut Wehling (GDR) · 4-6 | Erol Mutlu (TUR) · 7-6          | Gian Matteo Ranzi (ITA) · kétvállas     | Markku Yli-Isotalo (FIN) · 9-3         | Lars-Erik Skiöld (SWE) · kétvállas    | kiesett           | kiesett                                                                                            | 6.          |
| Karl-Heinz Helbing  | 74 kg       | Anatolij Bikov (URS) · kizárták  | Janko Sopov (BUL) · kizárták    | Pétrosz Galaktópulosz (GRE) · kétvállas | erőnyerő                               | Mikko Huhtala (FIN) · kétvállas       |                   | 1. mérkőzés · Vítězslav Mácha (TCH) · kizárták · Hozott eredmény · Anatolij Bikov (URS) · kizárták |             |
| Fred Theobald       | 90 kg       | Szató Szadao (JPN) · kétvállas   | Michel Grangier (FRA) · 11-0    | Séllyei István (HUN) · kizárták         | kiesett                                | kiesett                               |                   | kiesett                                                                                            | helyezetlen |
| Heinz Schäfer       | 100 kg      | Kamen Goranov (BUL) · kétvállas  | erőnyerő                        | Daniel Verník (ARG) · kétvállas         | Andrzej Skrzydlewski (POL) · kétvállas |                                       |                   | kiesett                                                                                            | 6.          |
| Richard Wolff       | +100 kg     | Arne Robertsson (SWE) · kizárták | Rovnyai János (HUN) · kétvállas | Roman Codreanu (ROU) · kizárták         | kiesett                                |                                       |                   | kiesett                                                                                            | 7.          |

Szabadfogású
| Versenyző            | Versenyszám | 1. forduló                           | 2. forduló                                  | 3. forduló                             | 4. forduló                                      | 5. forduló        | 6. forduló                     | Döntő                                                                                           | Helyezés    |
| Versenyző            | Versenyszám | Ellenfél Eredmény                    | Ellenfél Eredmény                           | Ellenfél Eredmény                      | Ellenfél Eredmény                               | Ellenfél Eredmény | Ellenfél Eredmény              | Ellenfél Eredmény                                                                               | Helyezés    |
| -------------------- | ----------- | ------------------------------------ | ------------------------------------------- | -------------------------------------- | ----------------------------------------------- | ----------------- | ------------------------------ | ----------------------------------------------------------------------------------------------- | ----------- |
| Willi Heckmann       | 48 kg       | Jürgen Möbius (GDR) · kétvállas      | Constantin Alexandru (ROU) · visszalépett   | Gombyn Khishigbaatar (MGL) · kétvállas | Kudó Akira (JPN) · 2-25                         | kiesett           |                                | kiesett                                                                                         | 8.          |
| Fritz Niebler        | 52 kg       | Gál Henrik (HUN) · kétvállas         | Ri Bongszun (Li Bong-Sun) (PRK) · kétvállas | kiesett                                | kiesett                                         | kiesett           |                                | kiesett                                                                                         | helyezetlen |
| Eduard Giray         | 62 kg       | Fodor Mihály (HUN) · 6-4             | Kenneth Dawes (GBR) · kizárták              | Gene Davis (USA) · kétvállas           | Jang Dzsongmo (Yang Jeong-Mo) (KOR) · kétvállas | kiesett           | kiesett                        | kiesett                                                                                         | helyezetlen |
| Gerhard Weisenberger | 68 kg       | Mohamed Reza Navaie (IRI) · 7-19     | Kari Övermark (FIN) · 24-14                 | Joseph Gilligan (GBR) · kétvállas      | Lloyd Keaser (USA) · kétvállas                  | kiesett           | kiesett                        | kiesett                                                                                         | helyezetlen |
| Adolf Seger          | 82 kg       | André Bouchoule (FRA) · 18-5         | Anthony Shacklady (GBR) · kétvállas         | John Peterson (USA) · 4-14             | Henryk Mazur (POL) · 26-6                       | erőnyerő          | Viktor Novozsilov (URS) · 9-13 | Hozott eredmény · John Peterson (USA) · 4-14 · Hozott eredmény · Viktor Novozsilov (URS) · 9-13 |             |
| Peter Neumair        | 90 kg       | Horst Stottmeister (GDR) · kétvállas | Wayne Thomas (ISV) · kétvállas              | Frank Andersson (SWE) · kétvállas      | kiesett                                         | kiesett           | kiesett                        | kiesett                                                                                         | helyezetlen |
| Hans-Peter Stratz    | 100 kg      | erőnyerő                             | Reza Sokhtesaraie (IRI) · 4-10              | Simizu Kazuo (JPN) · kétvállas         | kiesett                                         | kiesett           |                                | kiesett                                                                                         | 7.          |
| Heinz Eichelbaum     | +100 kg     | Nikola Dinev (BUL) · kizárták        | Roland Gehrke (GDR) · kétvállas             | kiesett                                | kiesett                                         | kiesett           | kiesett                        | kiesett                                                                                         | helyezetlen |

## Cselgáncs
| Versenyző          | Versenyszám  | Csoport | Selejtező              | 32-es főtábla                  | Nyolcaddöntő               | Negyeddöntő               | Elődöntő                 | Vigaszág negyeddöntő | Vigaszág elődöntő                | Bronz- mérkőzés                            | Döntő                     | Helyezés |
| Versenyző          | Versenyszám  | Csoport | Ellenfél Eredmény      | Ellenfél Eredmény              | Ellenfél Eredmény          | Ellenfél Eredmény         | Ellenfél Eredmény        | Ellenfél Eredmény    | Ellenfél Eredmény                | Ellenfél Eredmény                          | Ellenfél Eredmény         | Helyezés |
| ------------------ | ------------ | ------- | ---------------------- | ------------------------------ | -------------------------- | ------------------------- | ------------------------ | -------------------- | -------------------------------- | ------------------------------------------ | ------------------------- | -------- |
| Alexander Leibkind | Könnyűsúly   | B       |                        | Bakhvain Buyadaa (MGL) · V     | kiesett                    | kiesett                   | kiesett                  |                      |                                  |                                            |                           | 18.      |
| Fred Marhenke      | Középsúly    | B       |                        | Gandolgoryn Batsükh (MGL) · GY | Jean-Paul Coche (FRA) · GY | Jurek Jatowitt (AUT) · GY | Szonoda Iszamu (JPN) · V |                      |                                  | Pak Jongcshol (Park Yeong-cheol) (KOR) · V |                           | 5.       |
| Arthur Schnabel    | Félnehézsúly | A       | Joseph Meli (CAN) · GY | Ipacs László (HUN) · GY        | Abdoulaye Djiba (SEN) · V  | kiesett                   | kiesett                  |                      |                                  |                                            |                           | 12.      |
| Günther Neureuther | Nehézsúly    | B       |                        | erőnyerő                       | Abdoulaye Kote (SEN) · GY  | Güsemiin Jalaa (MGL) · GY | Allen Coage (USA) · GY   |                      |                                  |                                            | Szerhij Novikov (URS) · V |          |
| Günther Neureuther | Nyílt        | B       |                        | Abdoulaye Djiba (SEN) · GY     | Keith Remfry (GBR) · V     |                           |                          |                      | Cso Dzsegi (Jo Jae-gi) (KOR) · V | kiesett                                    |                           | 7.       |

## Evezés
Férfi
| Versenyző | Versenyszám              | Előfutam | Előfutam | Vigaszág | Vigaszág | Elődöntő | Elődöntő | Döntő | Döntő   | Döntő | Helyezés |
| Versenyző | Versenyszám              | Idő      | Hely.    | Idő      | Hely.    | Idő      | Hely.    | Típus | Idő     | Hely. | Helyezés |
| --- | ------------------------ | -------- | -------- | -------- | -------- | -------- | -------- | ----- | ------- | ----- | -------- |
| Peter-Michel Kolbe | Egypárevezős             | 7:05,95  | 1.       | erőnyerő | erőnyerő | 6:59,18  | 2.       | A     | 7:31,67 | 2.    |          |
| Peter Becker Gerhard Kroschewski | Kétpárevezős             | 6:41,16  | 2.       | erőnyerő | erőnyerő | 6:21,64  | 3.       | A     | 7:22,15 | 5.    | 5.       |
| Peter van Roye Thomas Strauß | Kormányos nélküli kettes | 7:01,52  | 3.       | erőnyerő | erőnyerő | 6:35,27  | 3.       | A     | 7:30,03 | 3.    |          |
| Thomas Hitzbleck Winfried Ringwald* Klaus Jäger Holger Hocke (kormányos)                                                                                   | Kormányos kettes         | 8:04,22  | 4.       | 7:26,90  | 3.       | 7:23,93  | 6.       | B     | 8:09,02 | 2.    | 8.       |
| Norbert Kothe Helmut Krause Michael Gentsch Helmut Wolber                                                                                                  | Négypárevezős            | 5:53,40  | 2.       | 5:48,52  | 1.       |          |          | A     | 6:24,81 | 4.    | 4.       |
| Bernhard Fölkel Klaus Roloff Wolfgang Horak Klaus Meyer Johann Konertz**                                                                                   | Kormányos nélküli négyes | 6:15,08  | 1.       | erőnyerő | erőnyerő | 6:05,39  | 3.       | A     | 6:47,44 | 6.    | 6.       |
| Hans-Johann Färber Ralph Kubail Siegfried Fricke Peter Niehusen Hartmut Wenzel (kormányos)                                                                 | Kormányos négyes         | 6:31,52  | 2.       | erőnyerő | erőnyerő | 6:10,74  | 3.       | A     | 6:46,96 | 3.    |          |
| Reinhard Wendemuth Bernd Truschinski Frank Schütze Frithjof Henckel Wolfram Thiem Volker Sauer Otmar Kaufhold Wolf-Dieter Oschlies Helmut Latz (kormányos) | Nyolcas                  | 5:48,30  | 5.       | 5:37,76  | 2.       |          |          | A     | 6:06,15 | 4.    | 4.       |

Női
| Versenyző | Versenyszám              | Előfutam | Előfutam | Vigaszág | Vigaszág | Döntő | Döntő   | Döntő | Helyezés |
| Versenyző | Versenyszám              | Idő      | Hely.    | Idő      | Hely.    | Típus | Idő     | Hely. | Helyezés |
| --- | ------------------------ | -------- | -------- | -------- | -------- | ----- | ------- | ----- | -------- |
| Christel Agrikola | Egypárevezős             | 3:50,42  | 4.       | 4:08,35  | 3.       | B     | 4:23,49 | 2.    | 8.       |
| Edith Eckbauer Thea Einöder | Kormányos nélküli kettes | 3:31,01  | 1.       | erőnyerő | erőnyerő | A     | 4:02,35 | 3.    |          |
| Waltraud Roick Erika Endriss Monika Zipplies Birgit Kiesow Hiltrud Gürtler Isolde Eisele Marianne Weber Eva Dick Ingrid Huhn-Wagner (kormányos) | Nyolcas                  | 3:04,14  | 4.       | 3:15,16  | 3.       | A     | 3:41,06 | 5.    | 5.       |

* - Thomas Hitzbleck cseréje a B döntőben

** - Klaus Meyer cseréje az elődöntőben és a döntőben

## Gyeplabda
| Nyugatnémet férfi gyeplabdacsapat-játékoskeret                                                                                           | Nyugatnémet férfi gyeplabdacsapat-játékoskeret                                                                             |
| --- | --- |
| - Peter Caninenberg - Heiner Dopp - Horst Dröse - Dieter Freise - Werner Kaessmann - Michael Krause - Ralf Lauruschkat - Klaus Ludwiczak | - Hans Montag - Michael Peter - Wolfgang Rott - Fritz Schmidt - Rainer Seifert - Wolfgang Strödter - Peter Trump - Uli Vos |

### Eredmények
Csoportkör
B csoport
| Csapat              | M | Gy | D | V | G+ | G– | Gk  | P |
| ------------------- | - | -- | - | - | -- | -- | --- | - |
| Pakisztán (PAK)     | 4 | 3  | 1 | 0 | 16 | 6  | +10 | 7 |
| Spanyolország (ESP) | 4 | 1  | 2 | 1 | 9  | 7  | +2  | 4 |
| Új-Zéland (NZL)     | 4 | 1  | 2 | 1 | 6  | 8  | –2  | 4 |
| NSZK (FRG)          | 4 | 1  | 1 | 2 | 10 | 10 | 0   | 3 |
| Belgium (BEL)       | 4 | 1  | 0 | 3 | 5  | 15 | –10 | 2 |

| 1976. július 18. | NSZK (FRG) | 1 – 1   | Új-Zéland (NZL) |  |
| 1976. július 18. | Strödter   | (0 – 0) | R. Patel        |  |

| 1976. július 21. | Pakisztán (PAK)        | 4 – 2   | NSZK (FRG)    |  |
| 1976. július 21. | Zaman 2 Hussain Sheikh | (2 – 1) | Peter Seifert |  |

| 1976. július 22. | NSZK (FRG) | 1 – 4   | Spanyolország (ESP) |  |
| 1976. július 22. | Strödter   | (1 – 3) | Amat 3 Sallés       |  |

| 1976. július 24. | NSZK (FRG)                                   | 6 – 1   | Belgium (BEL)   |  |
| 1976. július 24. | Peter Krause Kaessmann Vos Trump Lauruschkat | (3 – 1) | M. Vanderborght |  |

Az 5–8. helyért
| 1976. július 29. | India (IND)            | 2 – 3   | NSZK (FRG)       |  |
| 1976. július 29. | Ajitpal Singh M. Singh | (1 – 0) | Strödter 2 Dröse |  |

Az 5. helyért
| 1976. július 30. | NSZK (FRG)                                        | 9 – 1   | Spanyolország (ESP) |  |
| 1976. július 30. | Strödter 3 Seifert 2 Peter Dröse Dopp Lauruschkat | (2 – 0) | Sallés              |  |

| Csapat     | Helyezés |
| ---------- | -------- |
| NSZK (FRG) | 5.       |

## Íjászat
| Versenyző      | Versenyszám  | 1. forduló | 1. forduló | 2. forduló | 2. forduló | Összesítés | Összesítés |
| Versenyző      | Versenyszám  | Pont       | Hely.      | Pont       | Hely.      | Pont       | Helyezés   |
| -------------- | ------------ | ---------- | ---------- | ---------- | ---------- | ---------- | ---------- |
| Willi Gabriel  | Férfi egyéni | 1203       | 8.         | 1232       | 8.         | 2435       | 6.         |
| Rudolf Schiffl | Férfi egyéni | 1141       | 24.        | 1185       | 23.        | 2326       | 27.        |
| Maria Urban    | Női egyéni   | 1216       | 2.         | 1160       | 15.        | 2376       | 8.         |

## Kajak-kenu
Férfi
| Versenyző                                                 | Versenyszám         | Előfutam | Előfutam | Előfutam | Vigaszág | Vigaszág | Vigaszág | Elődöntő | Elődöntő | Elődöntő | Döntő   | Döntő    |
| Versenyző                                                 | Versenyszám         | Idő      | Hely.    | Össz.    | Idő      | Hely.    | Össz.    | Idő      | Hely.    | Össz.    | Idő     | Helyezés |
| --------------------------------------------------------- | ------------------- | -------- | -------- | -------- | -------- | -------- | -------- | -------- | -------- | -------- | ------- | -------- |
| Hans Eich                                                 | Kajak egyes 500 m   | 2:11,37  | 5.       | 17.      | 1:54,23  | 2.       | 6.       | 2:04,63  | 5.       | 15.      | kiesett | kiesett  |
| Hans Eich                                                 | Kajak egyes 1000 m  | 4:22,99  | 6.       | 18.      | 3:58,49  | 3.       | 3.       | 4:16,77  | 6.       | 18.      | kiesett | kiesett  |
| Rudolf Blaß Hans-Erich Pasch                              | Kajak kettes 500 m  | 1:48,89  | 7.       | 17.      | 1:46,12  | 3.       | 6.       | 1:42,64  | 5.       | 13.      | kiesett | kiesett  |
| Rudolf Blaß Hans-Erich Pasch                              | Kajak kettes 1000 m | 3:41,53  | 4.       | 16.      | 3:33,40  | 3.       | 5.       | 3:30,03  | 6.       | 11.      | kiesett | kiesett  |
| Jürgen Bohr Edgar Hartung Helmar Mang Christian van Eeden | Kajak négyes 1000 m | 3:09,17  | 3.       | 6.       | erőnyerő | erőnyerő | erőnyerő | 3:16,14  | 3.       | 10.      | 3:24,19 | 9.       |
| Ulrich Eicke                                              | Kenu egyes 500 m    | 2:11,79  | 2.       | 4.       | erőnyerő | erőnyerő | erőnyerő | 2:11,05  | 3.       | 8.       | 2:02,30 | 8.       |
| Ulrich Eicke                                              | Kenu egyes 1000 m   | 4:28,66  | 5.       | 8.       | 4:12,00  | 1.       | 1.       | 4:16,69  | 3.       | 4.       | 4:22,77 | 8.       |
| Hermann Glaser Heinz Lucke                                | Kenu kettes 500 m   | 2:07,63  | 5.       | 11.      | 1:53,76  | 1.       | 1.       | 1:51,89  | 3.       | 9.       | 1:51,26 | 9.       |
| Hermann Glaser Heinz Lucke                                | Kenu kettes 1000 m  | 3:57,41  | 5.       | 10.      | 3:50,68  | 1.       | 2.       | 4:00,49  | 3.       | 9.       | 4:03,86 | 8.       |

Női
| Versenyző                             | Versenyszám        | Előfutam | Előfutam | Előfutam | Vigaszág | Vigaszág | Vigaszág | Elődöntő | Elődöntő | Elődöntő | Döntő   | Döntő    |
| Versenyző                             | Versenyszám        | Idő      | Hely.    | Össz.    | Idő      | Hely.    | Össz.    | Idő      | Hely.    | Össz.    | Idő     | Helyezés |
| ------------------------------------- | ------------------ | -------- | -------- | -------- | -------- | -------- | -------- | -------- | -------- | -------- | ------- | -------- |
| Irene Pepinghege                      | Kajak egyes 500 m  | 2:13,90  | 3.       | 5.       | erőnyerő | erőnyerő | erőnyerő | 2:11,45  | 3.       | 9.       | 2:07,80 | 8.       |
| Barbara Schüttpelz Heiderose Wallbaum | Kajak kettes 500 m | 1:55,59  | 3.       | 3.       | erőnyerő | erőnyerő | erőnyerő | 1:55,31  | 2.       | 7.       | 1:53,86 | 5.       |

## Kerékpározás

### Országúti kerékpározás
Férfi
| Versenyző                                                           | Versenyszám     | Idő             | Helyezés |
| ------------------------------------------------------------------- | --------------- | --------------- | -------- |
| Hans-Peter Jakst                                                    | Mezőnyverseny   | 4:49:01 (+2:09) | 37.      |
| Klaus-Peter Thaler                                                  | Mezőnyverseny   | 4:47:23 (+0:31) | 9.       |
| Wilfried Trott                                                      | Mezőnyverseny   | 4:49:01 (+2:09) | 19.      |
| Peter Weibel                                                        | Mezőnyverseny   | 4:54:49 (+7:57) | 46.      |
| Hans-Peter Jakst Friedrich von Löffelholz Olaf Paltian Peter Weibel | Csapat időfutam | 2:12:35 (+3:22) | 4.       |

### Pálya-kerékpározás
Sprintverseny
| Versenyző       | Versenyszám  | 1. forduló              | 1. forduló | Vigaszág             | Vigaszág | Nyolcaddöntő                                        | Nyolcaddöntő | Vigaszág selejtező                                   | Vigaszág selejtező | Vigaszág döntő               | Vigaszág döntő | Negyeddöntő                               | 5–8. helyért           | 5–8. helyért | Elődöntő                            | Döntő                                                              | Helyezés |
| Versenyző       | Versenyszám  | Ellenfél Győztes idő    | Hely.      | Ellenfél Győztes idő | Hely.    | Ellenfelek Győztes idő                              | Hely.        | Ellenfelek Győztes idő                               | Hely.              | Ellenfél Győztes idő         | Hely.          | Ellenfél Győztes idő                      | Ellenfelek Győztes idő | Hely.        | Ellenfél Győztes idő                | Ellenfél Győztes idő                                               | Helyezés |
| --------------- | ------------ | ----------------------- | ---------- | -------------------- | -------- | --------------------------------------------------- | ------------ | ---------------------------------------------------- | ------------------ | ---------------------------- | -------------- | ----------------------------------------- | ---------------------- | ------------ | ----------------------------------- | ------------------------------------------------------------------ | -------- |
| Dieter Berkmann | Férfi egyéni | Ron Boyle (AUS) · 11,38 | 1.         |                      |          | Niels Fredborg (DEN) · Benedykt Kocot (POL) · 11,59 | 2.           | Klaas Pieters (NED) · Gordon Singleton (CAN) · 11,43 | 1.                 | Richard Tormen (CHI) · 11,67 | 1.             | Giorgio Rossi (ITA) · 12,44, 11,96, 11,80 |                        |              | Daniel Morelon (FRA) · 11,42, 11,62 | Bronzmérkőzés · Hans-Jürgen Geschke (GDR) · 11,35, kizárták, 11,42 | 4.       |

Időfutam
| Versenyző      | Versenyszám  | Idő      | Helyezés |
| -------------- | ------------ | -------- | -------- |
| Hans Michalsky | Férfi egyéni | 1:07,878 | 6.       |

Üldözőversenyek
| Versenyző                                              | Versenyszám  | Selejtező | Selejtező | Nyolcaddöntő                         | Nyolcaddöntő | Nyolcaddöntő | Negyeddöntő                                                                              | Negyeddöntő | Negyeddöntő | Elődöntő                                                                                   | Elődöntő  | Elődöntő | Döntő                                                                                                   | Döntő     | Helyezés |
| Versenyző                                              | Versenyszám  | Idő       | Hely.     | Ellenfél Idő                         | Saját idő    | Hely.        | Ellenfél Idő                                                                             | Saját idő   | Hely.       | Ellenfél Idő                                                                               | Saját idő | Hely.    | Ellenfél Idő                                                                                            | Saját idő | Helyezés |
| ------------------------------------------------------ | ------------ | --------- | --------- | ------------------------------------ | ------------ | ------------ | ---------------------------------------------------------------------------------------- | ----------- | ----------- | ------------------------------------------------------------------------------------------ | --------- | -------- | --- | --------- | -------- |
| Gregor Braun                                           | Férfi egyéni | 4:50,00   | 4.        | Robert Dill-Bundi (SUI) · lekörözték | 4:46,94      | 2.           | Garry Sutton (AUS) · 4:49,61                                                             | 4:48,67     | 3.          | Vlagyimir Oszokin (URS) · 4:45,67                                                          | 4:45,50   | 1.       | Herman Ponsteen (NED) · 4:49,72                                                                         | 4:47,61   |          |
| Gregor Braun Hans Lutz Günther Schumacher Peter Vonhof | Férfi csapat | 4:24,32   | 3.        |                                      |              |              | Csehszlovákia (TCH) · Zdeněk Dohnal · Michal Klasa · Petr Kocek · Jiří Pokorný · 4:30,11 | 4:20,10     | 1.          | Nagy-Britannia (GBR) · Ian Banbury · Michael Bennett · Robin Croker · Ian Hallam · 4:28,24 | 4:23,04   | 1.       | Szovjetunió (URS) · Vlagyimir Oszokin · Alekszandr Perov · Vitalij Petrakov · Viktor Szokolov · 4:27,15 | 4:21,06   |          |

## Kézilabda

### Férfi
| Nyugatnémet férfi kézilabdacsapat-játékoskeret                                                               | Nyugatnémet férfi kézilabdacsapat-játékoskeret                                                                          |
| --- | --- |
| - Gerd Becker - Günter Böttcher - Heiner Brand - Bernhard Busch - Joachim Deckarm - Arno Ehret - Jürgen Hahn | - Manfred Hofmann - Peter Jaschke - Peter Kleibrink - Kurt Klühspies - Walter van Oepen - Rudolf Rauer - Horst Spengler |

#### Eredmények
Csoportkör
A csoport
| Csapat            | M | Gy | D | V | G+  | G–  | Gk  | P |
| ----------------- | - | -- | - | - | --- | --- | --- | - |
| Szovjetunió (URS) | 5 | 4  | 0 | 1 | 111 | 77  | +34 | 8 |
| NSZK (FRG)        | 5 | 4  | 0 | 1 | 97  | 76  | +21 | 8 |
| Jugoszlávia (YUG) | 5 | 4  | 0 | 1 | 110 | 93  | +17 | 8 |
| Dánia (DEN)       | 5 | 2  | 0 | 3 | 92  | 102 | –10 | 4 |
| Japán (JPN)       | 5 | 1  | 0 | 4 | 96  | 111 | –15 | 2 |
| Kanada (CAN)      | 5 | 0  | 0 | 5 | 75  | 122 | –47 | 0 |

| 1976. július 18. | NSZK (FRG) | 18 – 14 | Dánia (DEN)    | Sherbrooke |
| 1976. július 18. | Deckarm 6  | (7–5)   | Dahl-Nielsen 8 | Sherbrooke |
| 1976. július 18. |            |         |                | Sherbrooke |

| 1976. július 20. | NSZK (FRG) | 19 – 16 | Japán (JPN)  | Montréal |
| 1976. július 20. | Ehret 5    | (11–5)  | Fudzsinaka 6 | Montréal |
| 1976. július 20. |            |         |              | Montréal |

| 1976. július 22. | NSZK (FRG)  | 26 – 11 | Kanada (CAN) | Québec |
| 1976. július 22. | Klühspies 6 | (14–7)  | Viens 4      | Québec |
| 1976. július 22. |             |         |              | Québec |

| 1976. július 24. | NSZK (FRG) | 16 – 18 | Szovjetunió (URS) | Québec |
| 1976. július 24. | Deckarm 7  | (5–9)   | Gasszij 6         | Québec |
| 1976. július 24. |            |         |                   | Québec |

| 1976. július 26. | NSZK (FRG)         | 18 – 17 | Jugoszlávia (YUG) | Montréal |
| 1976. július 26. | Klühspies, Ehret 4 | (8–7)   | Pavićević 10      | Montréal |
| 1976. július 26. |                    |         |                   | Montréal |

Bronzmérkőzés
| 1976. július 28. | NSZK (FRG)      | 18 – 21 | Lengyelország (POL)   | Montréal |
| 1976. július 28. | három játékos 4 | (9–11)  | Klempel, Kałuziński 6 | Montréal |
| 1976. július 28. |                 |         |                       | Montréal |

| Csapat     | Helyezés |
| ---------- | -------- |
| NSZK (FRG) | 4.       |

## Lovaglás
Díjlovaglás
| Versenyző                                 | Ló                   | Versenyszám | Selejtező | Selejtező | Döntő | Döntő    |
| Versenyző                                 | Ló                   | Versenyszám | Pont      | Hely.     | Pont  | Helyezés |
| ----------------------------------------- | -------------------- | ----------- | --------- | --------- | ----- | -------- |
| Harry Boldt                               | Woycek               | Egyéni      | 1863      | 2.        | 1435  |          |
| Reiner Klimke                             | Mehmed               | Egyéni      | 1751      | 3.        | 1395  |          |
| Gabriela Grillo                           | Ultimo               | Egyéni      | 1541      | 10.       | 1257  | 4.       |
| Harry Boldt Reiner Klimke Gabriela Grillo | Woycek Mehmed Ultimo | Csapat      |           |           | 5,155 |          |

Díjugratás
| Versenyző                                                              | Ló                             | Versenyszám | 1. forduló | 1. forduló | 2. forduló | 2. forduló | Összesen | Összesen |
| Versenyző                                                              | Ló                             | Versenyszám | Pont       | Hely.      | Pont       | Hely.      | Pont     | Helyezés |
| ---------------------------------------------------------------------- | ------------------------------ | ----------- | ---------- | ---------- | ---------- | ---------- | -------- | -------- |
| Hans Günter Winkler                                                    | Torphy                         | Egyéni      | 4,00       | 2.         | 16,00      | 11.        | 20,00    | 10.*     |
| Paul Schockemöhle                                                      | Talisman                       | Egyéni      | 24,00      | 36.        | kiesett    | kiesett    | 24,00    | 36.      |
| Alwin Schockemöhle                                                     | Warwick Rex                    | Egyéni      | 0,00       | 1.         | 0,00       | 1.         | 0,00     |          |
| Hans Günter Winkler Paul Schockemöhle Alwin Schockemöhle Sönke Sönksen | Torphy Agent Warwick Rex Kwepe | Csapat      | 24,00      | 1.         | 20,00      | 2.         | 44,00    |          |

Lovastusa
| Versenyző                                                     | Ló                                | Versenyszám | Díjlovaglás | Díjlovaglás | Tereplovaglás | Tereplovaglás | Díjugratás | Díjugratás | Végeredmény | Végeredmény |
| Versenyző                                                     | Ló                                | Versenyszám | Bünt.       | Hely.       | Bünt.         | Hely.         | Bünt.      | Hely.      | Bünt.       | Helyezés    |
| ------------------------------------------------------------- | --------------------------------- | ----------- | ----------- | ----------- | ------------- | ------------- | ---------- | ---------- | ----------- | ----------- |
| Otto Ammermann                                                | Volturno                          | Egyéni      | 58,75       | 3.          | kizárták      | kizárták      | kiesett    | kiesett    | kiesett     | kiesett     |
| Herbert Blöcker                                               | Albrant                           | Egyéni      | 108,75      | 44.         | 94,40         | 10.           | 10,00      | 14.        | 213,15      | 13.         |
| Helmut Rethemeier                                             | Pauline                           | Egyéni      | 70,00       | 8.          | 152,00        | 21.           | 20,00      | 25.        | 242,00      | 19.         |
| Karl Schultz                                                  | Madrigal                          | Egyéni      | 46,25       | 1.          | 63,20         | 5.            | 20,00      | 25.        | 129,45      |             |
| Otto Ammermann Herbert Blöcker Helmut Rethemeier Karl Schultz | Volturno Albrant Pauline Madrigal | Csapat      | 175,00      | 1.          | 309,60        | 4.            | 50,00      | 6.         | 584,60      |             |

* - egy másik versenyzővel azonos eredményt ért el

## Műugrás
Férfi
| Versenyző    | Versenyszám        | Selejtező | Selejtező | Döntő   | Döntő    |
| Versenyző    | Versenyszám        | Pont      | Helyezés  | Pont    | Helyezés |
| ------------ | ------------------ | --------- | --------- | ------- | -------- |
| Norbert Huda | Egyéni műugrás     | 518,88    | 10.       | kiesett | kiesett  |
| Dieter Dörr  | Egyéni műugrás     | 491,40    | 15.       | kiesett | kiesett  |
| Dieter Dörr  | Egyéni toronyugrás | 438,96    | 18.       | kiesett | kiesett  |

Női
| Versenyző          | Versenyszám        | Selejtező | Selejtező | Döntő   | Döntő    |
| Versenyző          | Versenyszám        | Pont      | Helyezés  | Pont    | Helyezés |
| ------------------ | ------------------ | --------- | --------- | ------- | -------- |
| Renate Piotraschke | Egyéni műugrás     | 377,49    | 19.       | kiesett | kiesett  |
| Renate Piotraschke | Egyéni toronyugrás | 328,62    | 16.       | kiesett | kiesett  |
| Ursula Sapp-Möckel | Egyéni toronyugrás | 327,24    | 17.       | kiesett | kiesett  |
| Ursula Sapp-Möckel | Egyéni műugrás     | 417,63    | 10.       | kiesett | kiesett  |

## Ökölvívás
| Versenyző        | Versenyszám  | Selejtező         | 32-es főtábla                           | Nyolcaddöntő                           | Negyeddöntő                  | Elődöntő                       | Döntő             | Helyezés |
| Versenyző        | Versenyszám  | Ellenfél Eredmény | Ellenfél Eredmény                       | Ellenfél Eredmény                      | Ellenfél Eredmény            | Ellenfél Eredmény              | Ellenfél Eredmény | Helyezés |
| ---------------- | ------------ | ----------------- | --------------------------------------- | -------------------------------------- | ---------------------------- | ------------------------------ | ----------------- | -------- |
| Joachim Schür    | Légsúly      | erőnyerő          | Csong Dzsoung (Jong Jo-ung) (PRK) · RSC | kiesett                                | kiesett                      | kiesett                        | kiesett           | 16.      |
| René Weller      | Pehelysúly   | erőnyerő          | Serge Thomas (FRA) · 3-2                | Gheorghe Ciochină (ROU) · 1-4          | kiesett                      | kiesett                        | kiesett           | 9.       |
| Ernst Müller     | Kisváltósúly | erőnyerő          | Karim Ibrahim (NIG) · nem vett részt    | Vladimir Kolev (BUL) · 0-5             | kiesett                      | kiesett                        | kiesett           | 9.       |
| Reinhard Skricek | Váltósúly    | erőnyerő          | José Vallejo (DOM) · 5-0                | Luigi Minchillo (ITA) · 4-1            | Michael McCallum (JAM) · 3-2 | Pedro José Gamarro (VEN) · RSC | kiesett           |          |
| Wolfgang Gruber  | Félnehézsúly |                   | erőnyerő                                | Frederick Sabat (KEN) · nem vett részt | Sixto Soria (CUB) · KO       | kiesett                        | kiesett           | 5.       |
| Peter Hussing    | Nehézsúly    |                   | erőnyerő                                | Pákozdi László (HUN) · 5-0             | John Tate (USA) · 2-3        | kiesett                        | kiesett           | 5.       |

## Öttusa
| Versenyző                                   | Versenyszám | Lovaglás | Lovaglás | Lovaglás | Lovaglás | Vívás    | Vívás | Vívás | Lövészet | Lövészet | Lövészet | Úszás   | Úszás | Úszás | Futás   | Futás | Futás | Összesen    | Összesen |
| Versenyző                                   | Versenyszám | Idő      | Bünt.    | Pont     | Hely.    | Eredmény | Pont  | Hely. | Pontszám | Pont     | Hely.    | Idő     | Pont  | Hely. | Idő     | Pont  | Hely. | Összes pont | Helyezés |
| ------------------------------------------- | ----------- | -------- | -------- | -------- | -------- | -------- | ----- | ----- | -------- | -------- | -------- | ------- | ----- | ----- | ------- | ----- | ----- | ----------- | -------- |
| Walter Esser                                | Egyéni      | 1:49,2   | 0        | 1100     | 6.       | 23–22    | 784   | 18.** | 193      | 978      | 13.      | 3:40,01 | 1112  | 26.   | 13:35,6 | 1120  | 34.   | 5094        | 14.      |
| Wolfgang Köpcke                             | Egyéni      | 1:45,4   | 160      | 940      | 41.      | 15–30    | 592   | 42.*  | 186      | 824      | 32.      | 3:43,83 | 1084  | 32.   | 13:38,2 | 1111  | 36.   | 4551        | 41.      |
| Gerhard Werner                              | Egyéni      | 1:54,7   | 128      | 972      | 39.      | 21–24    | 736   | 28.*  | 186      | 824      | 31.      | 3:29,79 | 1196  | 12.   | 13:32,3 | 1129  | 29.   | 4857        | 30.      |
| Walter Esser Wolfgang Köpcke Gerhard Werner | Csapat      |          |          | 3012     | 9.       |          | 2039  | 12.   |          | 2626     | 9.       |         | 3392  | 9.    |         | 3360  | 11.   | 14429       | 11.      |

* - egy másik versenyzővel azonos eredményt ért el

** - öt másik versenyzővel azonos eredményt ért el

## Sportlövészet
Nyílt
| Versenyző                 | Versenyszám           | Pont | Helyezés |
| ------------------------- | --------------------- | ---- | -------- |
| Werner Beier              | Gyorstüzelő pisztoly  | 593  | 9.       |
| Erwin Glock               | Gyorstüzelő pisztoly  | 594  | 6.       |
| Gerhard Beyer             | Szabadpisztoly        | 547  | 24.      |
| Heinz Mertel              | Szabadpisztoly        | 560  | 4.       |
| Wolfgang Hamberger        | Futócéllövészet       | 567  | 5.       |
| Christoph-Michael Zeisner | Futócéllövészet       | 561  | 11.      |
| Ulrich Lind               | Sportpuska, fekvő     | 597  |          |
| Karlheinz Smieszek        | Sportpuska, fekvő     | 599  |          |
| Gottfried Kustermann      | Sportpuska, összetett | 1150 | 10.      |
| Werner Seibold            | Sportpuska, összetett | 1160 |          |
| Ernst Drexler             | Skeet                 | 181  | 50.      |
| Claus Koch                | Skeet                 | 194  | 9.       |

## Súlyemelés
| Versenyző          | Versenyszám | Szakítás                 | Szakítás                 | Lökés    | Lökés       | Összesen | Helyezés |
| Versenyző          | Versenyszám | Eredmény                 | Helyezés                 | Eredmény | Helyezés    | Összesen | Helyezés |
| ------------------ | ----------- | ------------------------ | ------------------------ | -------- | ----------- | -------- | -------- |
| Bernhard Bachfisch | 56 kg       | 105,0                    | 9.                       | 137,5    | 5.*         | 242,5    | 6.       |
| Werner Schraut     | 67,5 kg     | 127,5                    | 9.                       | 162,5    | 6.          | 290,0    | 7.       |
| Norbert Bergmann   | 75 kg       | 132,5                    | 12.                      | 177,5    | 5.*         | 310,0    | 9.       |
| Klaus Groh         | 75 kg       | 137,5                    | 8.*                      | 170,0    | 10.*        | 307,5    | 10.      |
| Gerd Kennel        | 82,5 kg     | 135,0                    | 10.                      | 177,5    | 6.          | 312,5    | 8.       |
| Rolf Milser        | 82,5 kg     | érvényes kísérlet nélkül | érvényes kísérlet nélkül | 205,0    | helyezetlen | kiesett  | kiesett  |

* - egy másik versenyzővel azonos eredményt ért el

## Torna
Férfi
| Versenyző                                                                                     | Versenyszám      | Selejtező | Selejtező | Döntő    | Döntő    |
| Versenyző                                                                                     | Versenyszám      | Pontszám  | Helyezés  | Pontszám | Helyezés |
| --------------------------------------------------------------------------------------------- | ---------------- | --------- | --------- | -------- | -------- |
| Reinhard Dietze                                                                               | Talaj            | 18,00     | 46.       | kiesett  | kiesett  |
| Reinhard Dietze                                                                               | Ugrás            | 18,45     | 51.       | kiesett  | kiesett  |
| Reinhard Dietze                                                                               | Korlát           | 17,75     | 62.       | kiesett  | kiesett  |
| Reinhard Dietze                                                                               | Nyújtó           | 18,30     | 49.       | kiesett  | kiesett  |
| Reinhard Dietze                                                                               | Gyűrű            | 17,90     | 64.       | kiesett  | kiesett  |
| Reinhard Dietze                                                                               | Lólengés         | 18,40     | 39.       | kiesett  | kiesett  |
| Reinhard Dietze                                                                               | Egyéni összetett | 108,80    | 53.       | kiesett  | kiesett  |
| Eberhard Gienger                                                                              | Talaj            | 18,75     | 16.       | kiesett  | kiesett  |
| Eberhard Gienger                                                                              | Ugrás            | 18,90     | 19.       | kiesett  | kiesett  |
| Eberhard Gienger                                                                              | Korlát           | 18,20     | 38.       | kiesett  | kiesett  |
| Eberhard Gienger                                                                              | Nyújtó           | 19,35     | 5.        | 19,475   | *        |
| Eberhard Gienger                                                                              | Gyűrű            | 19,00     | 16.       | kiesett  | kiesett  |
| Eberhard Gienger                                                                              | Lólengés         | 19,10     | 9.        | kiesett  | kiesett  |
| Eberhard Gienger                                                                              | Egyéni összetett | 113,30    | 16.       | 112,200  | 16.      |
| Edgar Jorek                                                                                   | Talaj            | 18,75     | 16.       | kiesett  | kiesett  |
| Edgar Jorek                                                                                   | Ugrás            | 18,25     | 62.       | kiesett  | kiesett  |
| Edgar Jorek                                                                                   | Korlát           | 18,70     | 21.       | kiesett  | kiesett  |
| Edgar Jorek                                                                                   | Nyújtó           | 18,50     | 44.       | kiesett  | kiesett  |
| Edgar Jorek                                                                                   | Gyűrű            | 18,80     | 24.       | kiesett  | kiesett  |
| Edgar Jorek                                                                                   | Lólengés         | 18,25     | 47.       | kiesett  | kiesett  |
| Edgar Jorek                                                                                   | Egyéni összetett | 111,25    | 29.       | 111,775  | 17.      |
| Reinhard Ritter                                                                               | Talaj            | 17,85     | 55.       | kiesett  | kiesett  |
| Reinhard Ritter                                                                               | Ugrás            | 18,50     | 44.       | kiesett  | kiesett  |
| Reinhard Ritter                                                                               | Korlát           | 17,75     | 62.       | kiesett  | kiesett  |
| Reinhard Ritter                                                                               | Nyújtó           | 17,25     | 76.       | kiesett  | kiesett  |
| Reinhard Ritter                                                                               | Gyűrű            | 18,20     | 54.       | kiesett  | kiesett  |
| Reinhard Ritter                                                                               | Lólengés         | 18,20     | 50.       | kiesett  | kiesett  |
| Reinhard Ritter                                                                               | Egyéni összetett | 107,75    | 61.*      | kiesett  | kiesett  |
| Volker Rohrwick                                                                               | Talaj            | 18,60     | 24.       | kiesett  | kiesett  |
| Volker Rohrwick                                                                               | Ugrás            | 18,75     | 30.       | kiesett  | kiesett  |
| Volker Rohrwick                                                                               | Korlát           | 18,65     | 24.       | kiesett  | kiesett  |
| Volker Rohrwick                                                                               | Nyújtó           | 18,85     | 22.       | kiesett  | kiesett  |
| Volker Rohrwick                                                                               | Gyűrű            | 18,90     | 20.       | kiesett  | kiesett  |
| Volker Rohrwick                                                                               | Lólengés         | 18,45     | 34.       | kiesett  | kiesett  |
| Volker Rohrwick                                                                               | Egyéni összetett | 112,20    | 22.       | 111,550  | 19.      |
| Werner Steinmetz                                                                              | Talaj            | 18,45     | 29.       | kiesett  | kiesett  |
| Werner Steinmetz                                                                              | Ugrás            | 18,50     | 44.       | kiesett  | kiesett  |
| Werner Steinmetz                                                                              | Korlát           | 17,85     | 56.       | kiesett  | kiesett  |
| Werner Steinmetz                                                                              | Nyújtó           | 18,55     | 39.       | kiesett  | kiesett  |
| Werner Steinmetz                                                                              | Gyűrű            | 18,70     | 32.       | kiesett  | kiesett  |
| Werner Steinmetz                                                                              | Lólengés         | 18,25     | 47.       | kiesett  | kiesett  |
| Werner Steinmetz                                                                              | Egyéni összetett | 110,30    | 34.*      | kiesett  | kiesett  |
| Reinhard Dietze Eberhard Gienger Edgar Jorek Reinhard Ritter Volker Rohrwick Werner Steinmetz | Csapat összetett |           |           | 557,40   | 5.       |

Női
| Versenyző                                                                                              | Versenyszám      | Selejtező | Selejtező | Döntő    | Döntő    |
| Versenyző                                                                                              | Versenyszám      | Pontszám  | Helyezés  | Pontszám | Helyezés |
| --- | ---------------- | --------- | --------- | -------- | -------- |
| Andrea Niederheide-Bieger                                                                              | Talaj            | 18,95     | 24.       | kiesett  | kiesett  |
| Andrea Niederheide-Bieger                                                                              | Ugrás            | 19,00     | 21.       | kiesett  | kiesett  |
| Andrea Niederheide-Bieger                                                                              | Felemás korlát   | 19,40     | 14.       | kiesett  | kiesett  |
| Andrea Niederheide-Bieger                                                                              | Gerenda          | 18,60     | 24.       | kiesett  | kiesett  |
| Andrea Niederheide-Bieger                                                                              | Egyéni összetett | 75,95     | 20.       | 76,275   | 12.      |
| Petra Kurbjuweit                                                                                       | Talaj            | 18,75     | 37.       | kiesett  | kiesett  |
| Petra Kurbjuweit                                                                                       | Ugrás            | 18,75     | 32.       | kiesett  | kiesett  |
| Petra Kurbjuweit                                                                                       | Felemás korlát   | 18,90     | 38.       | kiesett  | kiesett  |
| Petra Kurbjuweit                                                                                       | Gerenda          | 18,20     | 40.       | kiesett  | kiesett  |
| Petra Kurbjuweit                                                                                       | Egyéni összetett | 74,60     | 36.**     | 74,650   | 26.      |
| Jutta Oltersdorf                                                                                       | Talaj            | 18,75     | 37.       | kiesett  | kiesett  |
| Jutta Oltersdorf                                                                                       | Ugrás            | 18,35     | 63.       | kiesett  | kiesett  |
| Jutta Oltersdorf                                                                                       | Felemás korlát   | 19,05     | 30.       | kiesett  | kiesett  |
| Jutta Oltersdorf                                                                                       | Gerenda          | 18,45     | 27.       | kiesett  | kiesett  |
| Jutta Oltersdorf                                                                                       | Egyéni összetett | 74,60     | 36.**     | 75,000   | 23.*     |
| Beate Renschler                                                                                        | Talaj            | 18,45     | 57.       | kiesett  | kiesett  |
| Beate Renschler                                                                                        | Ugrás            | 18,60     | 40.       | kiesett  | kiesett  |
| Beate Renschler                                                                                        | Felemás korlát   | 18,20     | 72.       | kiesett  | kiesett  |
| Beate Renschler                                                                                        | Gerenda          | 18,00     | 49.       | kiesett  | kiesett  |
| Beate Renschler                                                                                        | Egyéni összetett | 73,25     | 59.       | kiesett  | kiesett  |
| Uta Schorn                                                                                             | Talaj            | 18,30     | 66.       | kiesett  | kiesett  |
| Uta Schorn                                                                                             | Ugrás            | 18,65     | 38.       | kiesett  | kiesett  |
| Uta Schorn                                                                                             | Felemás korlát   | 17,95     | 80.       | kiesett  | kiesett  |
| Uta Schorn                                                                                             | Gerenda          | 18,65     | 22.       | kiesett  | kiesett  |
| Uta Schorn                                                                                             | Egyéni összetett | 73,55     | 56.       | kiesett  | kiesett  |
| Traudl Schubert                                                                                        | Talaj            | 18,30     | 66.       | kiesett  | kiesett  |
| Traudl Schubert                                                                                        | Ugrás            | 18,40     | 56.       | kiesett  | kiesett  |
| Traudl Schubert                                                                                        | Felemás korlát   | 18,70     | 47.       | kiesett  | kiesett  |
| Traudl Schubert                                                                                        | Gerenda          | 18,20     | 40.       | kiesett  | kiesett  |
| Traudl Schubert                                                                                        | Egyéni összetett | 73,60     | 55.       | kiesett  | kiesett  |
| Andrea Niederheide-Bieger Petra Kurbjuweit Jutta Oltersdorf Beate Renschler Uta Schorn Traudl Schubert | Csapat összetett |           |           | 373,50   | 7.       |

* - egy másik versenyzővel azonos eredményt ért el

** - három másik versenyzővel azonos eredményt ért el

## Úszás
Férfi
| Versenyző                                                                         | Versenyszám            | Előfutam | Előfutam | Előfutam | Elődöntő | Elődöntő | Elődöntő | Döntő        | Döntő        |
| Versenyző                                                                         | Versenyszám            | Idő      | Hely.    | Össz.    | Idő      | Hely.    | Össz.    | Idő          | Helyezés     |
| --------------------------------------------------------------------------------- | ---------------------- | -------- | -------- | -------- | -------- | -------- | -------- | ------------ | ------------ |
| Dirk Braunleder                                                                   | 100 m gyors            | 54,04    | 4.       | 28.      | kiesett  | kiesett  | kiesett  | kiesett      | kiesett      |
| Klaus Steinbach                                                                   | 100 m gyors            | 51,47    | 1.       | 1.*      | 51,62    | 3.       | 4.       | 51,68        | 4.           |
| Klaus Steinbach                                                                   | 100 m pillangó         | 56,10    | 2.       | 5.       | 55,90    | 4.       | 8.       | visszalépett | visszalépett |
| Klaus Steinbach                                                                   | 200 m gyors            | 1:51,41  | 1.       | 2.       |          |          |          | 1:51,09      | 5.           |
| Peter Nocke                                                                       | 200 m gyors            | 1:52,16  | 1.       | 5.       |          |          |          | 1:51,71      | 6.           |
| Peter Nocke                                                                       | 100 m gyors            | 51,59    | 2.       | 5.       | 51,83    | 2.       | 5.       | 51,31        |              |
| Werner Lampe                                                                      | 200 m gyors            | 1:56,01  | 4.       | 26.      |          |          |          | kiesett      | kiesett      |
| Werner Lampe                                                                      | 400 m gyors            | 4:03,04  | 4.       | 20.      |          |          |          | kiesett      | kiesett      |
| Andreas Schmidt                                                                   | 400 m gyors            | 4:14,36  | 6.       | 39.      |          |          |          | kiesett      | kiesett      |
| Stefan Wenz                                                                       | 400 m gyors            | 4:06,25  | 4.       | 30.      |          |          |          | kiesett      | kiesett      |
| Stefan Wenz                                                                       | 1500 m gyors           | 16:08,20 | 5.       | 23.      |          |          |          | kiesett      | kiesett      |
| Reinhold Becker                                                                   | 100 m hát              | 1:00,57  | 4.       | 20.      | kiesett  | kiesett  | kiesett  | kiesett      | kiesett      |
| Reinhold Becker                                                                   | 200 m hát              | 2:09,54  | 4.       | 18.      |          |          |          | kiesett      | kiesett      |
| Walter Kusch                                                                      | 100 m mell             | 1:05,88  | 3.       | 11.      | 1:04,28  | 3.       | 3.       | 1:04,38      | 6.           |
| Walter Kusch                                                                      | 200 m mell             | 2:22,95  | 2.       | 8.       |          |          |          | 2:22,36      | 8.           |
| Peter Lang                                                                        | 200 m mell             | 2:24,96  | 4.       | 14.      |          |          |          | kiesett      | kiesett      |
| Peter Lang                                                                        | 100 m mell             | 1:05,25  | 2.       | 7.       | 1:05,19  | 5.       | 9.*      | kiesett      | kiesett      |
| Peter Broscienski                                                                 | 100 m pillangó         | 57,15    | 3.       | 15.      | 56,81    | 7.       | 13.      | kiesett      | kiesett      |
| Peter Broscienski                                                                 | 200 m pillangó         | 2:04,17  | 4.       | 12.      |          |          |          | kiesett      | kiesett      |
| Michael Kraus                                                                     | 200 m pillangó         | 2:01,91  | 1.       | 5.       |          |          |          | 2:00,46      | 5.           |
| Michael Kraus                                                                     | 100 m pillangó         | 57,22    | 3.       | 17.      | kiesett  | kiesett  | kiesett  | kiesett      | kiesett      |
| Hans-Joachim Geisler                                                              | 400 m vegyes           | 4:31,37  | 2.       | 8.       |          |          |          | 4:34,95      | 8.           |
| Klaus Steinbach Peter Nocke Werner Lampe Hans-Joachim Geisler Andreas Schmidt     | 4 × 200 m gyorsváltó   | 7:37,59  | 1.       | 3.       |          |          |          | 7:32,27      | 4.           |
| Klaus Steinbach Walter Kusch Michael Kraus Peter Nocke Peter Lang Dirk Braunleder | 4 × 100 m vegyes váltó | 3:51,57  | 2.       | 3.       |          |          |          | 3:47,29      |              |

Női
| Versenyző                                                            | Versenyszám            | Előfutam | Előfutam | Előfutam | Elődöntő | Elődöntő | Elődöntő | Döntő   | Döntő    |
| Versenyző                                                            | Versenyszám            | Idő      | Hely.    | Össz.    | Idő      | Hely.    | Össz.    | Idő     | Helyezés |
| -------------------------------------------------------------------- | ---------------------- | -------- | -------- | -------- | -------- | -------- | -------- | ------- | -------- |
| Gudrun Beckmann                                                      | 100 m pillangó         | 1:04,36  | 3.       | 17.      | kiesett  | kiesett  | kiesett  | kiesett | kiesett  |
| Beate Jasch                                                          | 100 m pillangó         | 1:04,82  | 4.       | 22.      | kiesett  | kiesett  | kiesett  | kiesett | kiesett  |
| Beate Jasch                                                          | 200 m pillangó         | 2:19,19  | 4.       | 17.      |          |          |          | kiesett | kiesett  |
| Beate Jasch                                                          | 100 m gyors            | 1:00,80  | 5.       | 32.      | kiesett  | kiesett  | kiesett  | kiesett | kiesett  |
| Regina Nissen                                                        | 100 m gyors            | 1:00,60  | 4.       | 27.      | kiesett  | kiesett  | kiesett  | kiesett | kiesett  |
| Regina Nissen                                                        | 200 m gyors            | 2:14,66  | 5.       | 34.      |          |          |          | kiesett | kiesett  |
| Marion Platten                                                       | 200 m gyors            | 2:06,70  | 4.       | 18.      |          |          |          | kiesett | kiesett  |
| Jutta Weber                                                          | 200 m gyors            | 2:08,02  | 3.       | 21.      |          |          |          | kiesett | kiesett  |
| Jutta Weber                                                          | 100 m gyors            | 57,71    | 2.       | 9.       | 57,35    | 5.       | 8.       | 57,26   | 8.       |
| Karin Bormann                                                        | 100 m hát              | 1:06,33  | 3.       | 18.      | kiesett  | kiesett  | kiesett  | kiesett | kiesett  |
| Karin Bormann                                                        | 200 m hát              | 2:26,72  | 7.       | 25.      |          |          |          | kiesett | kiesett  |
| Angelika Grieser                                                     | 200 m hát              | 2:25,38  | 6.       | 21.      |          |          |          | kiesett | kiesett  |
| Angelika Grieser                                                     | 100 m hát              | 1:08,08  | 5.       | 26.      | kiesett  | kiesett  | kiesett  | kiesett | kiesett  |
| Heike John                                                           | 100 m hát              | 1:06,20  | 5.       | 15.      | 1:06,26  | 7.       | 13.      | kiesett | kiesett  |
| Heike John                                                           | 200 m hát              | 2:25,55  | 5.       | 22.      |          |          |          | kiesett | kiesett  |
| Gabriele Askamp                                                      | 100 m mell             | 1:14,31  | 2.       | 6.       | 1:14,50  | 5.       | 8.       | 1:14,15 | 5.       |
| Gabriele Askamp                                                      | 200 m mell             | 2:42,58  | 6.       | 19.      |          |          |          | kiesett | kiesett  |
| Dagmar Rehak                                                         | 200 m mell             | 2:41,98  | 3.       | 17.      |          |          |          | kiesett | kiesett  |
| Dagmar Rehak                                                         | 100 m mell             | 1:15,95  | 3.       | 17.      | kiesett  | kiesett  | kiesett  | kiesett | kiesett  |
| Jutta Weber Marion Platten Regina Nissen Beate Jasch Gudrun Beckmann | 4 × 100 m gyorsváltó   | 3:58,09  | 5.       | 8.       |          |          |          | 3:58,33 | 8.       |
| Angelika Grieser Dagmar Rehak Gudrun Beckmann Marion Platten         | 4 × 100 m vegyes váltó | kizárták | kizárták | kizárták |          |          |          | kiesett | kiesett  |

* - egy másik versenyzővel azonos időt ért el

## Vitorlázás
| Versenyző                               | Versenyszám     | Futam  | Futam | Futam  | Futam | Futam  | Futam  | Futam | Pontszám | Helyezés |
| Versenyző                               | Versenyszám     | 1      | 2     | 3      | 4     | 5      | 6      | 7     | Pontszám | Helyezés |
| --------------------------------------- | --------------- | ------ | ----- | ------ | ----- | ------ | ------ | ----- | -------- | -------- |
| Werner Sülberg                          | Finn dingi      | 27,0   | 23,0  | (33,0) | 13,0  | 23,0   | 28,0   | 19,0  | 133,0    | 20.      |
| Harro Bode Frank Hübner                 | 470-es osztály  | 0,0    | 11,7  | 19,0   | 11,7  | 0,0    | (29,0) | 0,0   | 42,4     |          |
| Uwe Mares Wolf Stadler                  | Tempest         | 10,0   | 5,7   | 11,7   | 3,0   | (22,0) | 0,0    | 11,7  | 42,1     | 4.       |
| Jörg Schmall Jörg Spengler              | Tornádó         | 3,0    | 3,0   | (17,0) | 13,0  | 10,0   | 5,7    | 3,0   | 37,7     |          |
| Eckart Diesch Jörg Diesch               | Repülő hollandi | 3,0    | 5,7   | 3,0    | 3,0   | (22,0) | 10,0   | 10,0  | 34,7     |          |
| Wilhelm Kuhweide Axel May Karsten Meyer | Soling          | (17,0) | 13,0  | 8,0    | 8,0   | 17,0   | 3,0    | 11,7  | 60,7     | 6.       |

## Vívás
Férfi
| Versenyző                                                                | Versenyszám       | Selejtező | Selejtező | Selejtező | Selejtező | Selejtező | Selejtező | Főtábla                            | Főtábla                      | Vigaszág                      | Vigaszág                         | Vigaszág                    | Döntő | Döntő                   | Helyezés |
| Versenyző                                                                | Versenyszám       | 1. kör | 1. kör    | 2. kör | 2. kör    | 3. kör | 3. kör    | 1. kör                             | 2. kör                       | 1. kör                        | 2. kör                           | 3. kör                      | Döntő | Döntő                   | Helyezés |
| Versenyző                                                                | Versenyszám       | Ellenfél Eredmény | Hely.     | Ellenfél Eredmény | Hely.     | Ellenfél Eredmény | Hely.     | Ellenfél Eredmény                  | Ellenfél Eredmény            | Ellenfél Eredmény             | Ellenfél Eredmény                | Ellenfél Eredmény           | Ellenfél Eredmény | Hely.                   | Helyezés |
| ------------------------------------------------------------------------ | ----------------- | --- | --------- | --- | --------- | --- | --------- | ---------------------------------- | ---------------------------- | ----------------------------- | -------------------------------- | --------------------------- | --- | ----------------------- | -------- |
| Matthias Behr                                                            | Tőr, egyéni       | H. csoport · Kavacu Maszanori (JPN) · 5-3 · Jaroslav Jurka (TCH) · 5-4 · Omar Vergara (ARG) · 5-1 · Ed Ballinger (USA) · 3-5 · Ahmed Akbari (IRI) · 2-5       | 3.        | C. csoport · Frédéric Pietruszka (FRA) · 4-5 · Fabio Dal Zotto (ITA) · 5-3 · Somodi Lajos (HUN) · 5-3 · Dzsingú Tosio (JPN) · 5-1 · Ed Donofrio (USA) · 3-5           | 3.        | B. csoport · Vlagyimir Gyenyiszov (URS) · 4-5 · Harald Hein (FRG) · 4-5 · Frédéric Pietruszka (FRA) · 5-2 · Ziemek Wojciechowski (POL) · 5-2 · Enrique Salvat (CUB) · 3-5   | 4.        | Aljakszandr Ramanykov (URS) · 5-10 |                              | Kuki Péter (ROU) · 9-10       | kiesett                          | kiesett                     | kiesett | kiesett                 | 13.      |
| Harald Hein                                                              | Tőr, egyéni       | D. csoport · Vaszil Sztankovics (URS) · 5-4 · Fabio Dal Zotto (ITA) · 5-4 · Fernando Lúpiz (ARG) · 5-1 · Matthew Chan (HKG) · 5-4 · Ed Donofrio (USA) · 4-5   | 2.        | B. csoport · František Koukal (TCH) · 4-5 · Vlagyimir Gyenyiszov (URS) · 4-5 · Rob Bruniges (GBR) · 2-5 · Patrice Gaille (SUI) · 5-4 · Marty Lang (USA) · 5-3         | 4.        | B. csoport · Vlagyimir Gyenyiszov (URS) · 1-5 · Frédéric Pietruszka (FRA) · 5-3 · Matthias Behr (FRG) · 5-4 · Enrique Salvat (CUB) · 5-2 · Ziemek Wojciechowski (POL) · 5-4 | 2.        | Frédéric Pietruszka (FRA) · 10-9   | Fabio Dal Zotto (ITA) · 9-10 |                               | Frédéric Pietruszka (FRA) · 6-10 | kiesett                     | kiesett | kiesett                 | 9.       |
| Klaus Reichert                                                           | Tőr, egyéni       | I. csoport · Kuki Péter (ROU) · 5-3 · Eduardo Jhons (CUB) · 5-3 · Ali Alamdari (IRI) · 5-0 · Daniel Feraud (ARG) · 5-0 · Lech Koziejowski (POL) · 2-5         | 1.        | D. csoport · Klaus Haertter (GDR) · 5-4 · Komatist József (HUN) · 5-4 · Mihai Ţiu (ROU) · 5-1 · Eduardo Jhons (CUB) · 5-4 · Ed Ballinger (USA) · 4-5                  | 1.        | A. csoport · Greg Benko (AUS) · 5-1 · Marek Dąbrowski (POL) · 5-1 · Ed Ballinger (USA) · 5-0 · František Koukal (TCH) · 5-2 · Kuki Péter (ROU) · 4-5                        | 1.        | Greg Benko (AUS) · 9-10            |                              | Komatist József (HUN) · 5-10  | kiesett                          | kiesett                     | kiesett | kiesett                 | 13.      |
| Reinhold Behr                                                            | Párbajtőr, egyéni | E. csoport · Pongrácz Antal (ROU) · 5-4 · Alekszandr Abusahmetov (URS) · 5-5 · Roger Kam (HKG) · 5-0 · Arthur Cramer (BRA) · 4-5                              | 1.        | D. csoport · Göran Flodström (SWE) · 5-3 · Jeppe Normann (NOR) · 5-4 · Zbigniew Matwiejew (POL) · 5-3 · Peter Zobl-Wessely (AUT) · 5-3 · Christian Kauter (SUI) · 4-5 | 1.        | A. csoport · Osztrics István (HUN) · 1-5 · Rolf Edling (SWE) · 5-4 · Philippe Boisse (FRA) · 5-2 · Karl-Heinz Müller (AUT) · 5-0 · Jeppe Normann (NOR) · 5-4                | 2.        | Jerzy Janikowski (POL) · 9-10      |                              | Christian Kauter (SUI) · 10-6 | Göran Flodström (SWE) · 2-10     | kiesett                     | kiesett | kiesett                 | 9.       |
| Hans-Jürgen Hehn                                                         | Párbajtőr, egyéni | B. csoport · Hans Jacobson (SWE) · 1-5 · Borisz Lukomszkij (URS) · 3-5 · Daniel Feraud (ARG) · 5-1 · George Varaljay (CAN) · 5-1                              | 3.        | F. csoport · Philippe Boisse (FRA) · 5-1 · Ralph Johnson (GBR) · 5-4 · Alekszandr Abusahmetov (URS) · 5-4 · Omar Vergara (ARG) · 5-2 · Jerzy Janikowski (POL) · 3-5   | 1.        | D. csoport · Nils Koppang (NOR) · 4-5 · Aleksandr Bykov (URS) · 5-2 · Jaroslav Jurka (TCH) · 5-3 · Christian Kauter (SUI) · 5-3 · Fenyvesi Csaba (HUN) · 2-5                | 2.        | John Pezza (ITA) · 6-10            |                              | Ralph Johnson (GBR) · 10-5    | John Pezza (ITA) · 10-4          | Fenyvesi Csaba (HUN) · 10-5 | Alexander Pusch (FRG) · 2-5 · Kulcsár Győző (HUN) · 5-4 · Jerzy Janikowski (POL) · 5-3 · Rolf Edling (SWE) · 5-3 · Osztrics István (HUN) · 1-5 · Rájátszás: · Alexander Pusch (FRG) · 4-5 · Kulcsár Győző (HUN) · 5-2   | 2.                      |          |
| Alexander Pusch                                                          | Párbajtőr, egyéni | A. csoport · Ralph Johnson (GBR) · 1-5 · John Pezza (ITA) · 5-2 · Geza Tatrallyay (CAN) · 5-0 · Juan Daniel Pirán (ARG) · 5-1                                 | 2.        | C. csoport · Osztrics István (HUN) · 5-2 · Nils Koppang (NOR) · 5-1 · Greg Benko (AUS) · 5-4 · Thierry Soumagne (BEL) · 5-1 · Nicolae Iorgu (ROU) · 3-5               | 1.        | B. csoport · Nicolae Iorgu (ROU) · 1-5 · Kulcsár Győző (HUN) · 1-5 · Göran Flodström (SWE) · 5-3 · François Suchanecki (SUI) · 5-1 · Nicola Granieri (ITA) · 5-1            | 3.        | Kulcsár Győző (HUN) · 10-5         | Göran Flodström (SWE) · 10-7 |                               |                                  |                             | Hans-Jürgen Hehn (FRG) · 5-2 · Osztrics István (HUN) · 5-2 · Jerzy Janikowski (POL) · 5-4 · Kulcsár Győző (HUN) · 3-5 · Rolf Edling (SWE) · 4-5 · Rájátszás: · Hans-Jürgen Hehn (FRG) · 5-4 · Kulcsár Győző (HUN) · 5-3 | 1.                      |          |
| Tycho Weißgerber                                                         | Kard, egyéni      | I. csoport · Dan Irimiciuc (ROU) · 3-5 · Philippe Bena (FRA) · 4-5 · Taweewat Horrapun (THA) · 5-3 · Trajan Dimitrov (BUL) · 5-4 · César Bejarano (PAR) · 5-0 | 3.        | F. csoport · Mario Aldo Montano (ITA) · 2-5 · Gedővári Imre (HUN) · 4-5 · Jacek Bierkowski (POL) · 1-5 · Marc Lavoie (CAN) · 5-3 · John Deanfield (GBR) · 5-3         | 4.        | A. csoport · Viktor Szigyak (URS) · 3-5 · Gedővári Imre (HUN) · 3-5 · Dan Irimiciuc (ROU) · 1-5 · Patrick Quivrin (FRA) · 3-5 · Anani Mihajlov (BUL) · 5-4                  | 5.        | kiesett                            | kiesett                      | kiesett                       | kiesett                          | kiesett                     | kiesett | kiesett                 | 20.      |
| Thomas Bach Matthias Behr Harald Hein Klaus Reichert Erk Sens-Gorius     | Tőr, csapat       | C. csoport · Kuvait (KUW) · 15-1 · Japán (JPN) · 11-5 · Olaszország (ITA) · 7-9                                                                               | 2.        | |           | |           | Lengyelország (POL) · 9-4          | Szovjetunió (URS) · 9-7      |                               |                                  |                             | Olaszország (ITA) · 9-6 | Olaszország (ITA) · 9-6 |          |
| Reinhold Behr Volker Fischer Hans-Jürgen Hehn Hanns Jana Alexander Pusch | Párbajtőr, csapat | A. csoport · Ausztria (AUT) · 10-6 · Nagy-Britannia (GBR) · 9-5                                                                                               | 1.        | erőnyerő | erőnyerő  | |           | Olaszország (ITA) · 9-2            | Svájc (SUI) · 8-7            |                               |                                  |                             | Svédország (SWE) · 5-8 | Svédország (SWE) · 5-8  |          |

Női
| Versenyző                                                                              | Versenyszám | Selejtező | Selejtező | Selejtező | Selejtező | Selejtező | Selejtező | Főtábla                      | Főtábla                           | Vigaszág          | Vigaszág          | Vigaszág          | Döntő csoport | Döntő csoport                            | Helyezés |
| Versenyző                                                                              | Versenyszám | 1. kör | 1. kör    | 2. kör | 2. kör    | 3. kör | 3. kör    | 1. kör                       | 2. kör                            | 1. kör            | 2. kör            | 3. kör            | Döntő csoport | Döntő csoport                            | Helyezés |
| Versenyző                                                                              | Versenyszám | Ellenfél Eredmény | Hely.     | Ellenfél Eredmény | Hely.     | Ellenfél Eredmény | Hely.     | Ellenfél Eredmény            | Ellenfél Eredmény                 | Ellenfél Eredmény | Ellenfél Eredmény | Ellenfél Eredmény | Ellenfél Eredmény | Hely.                                    | Helyezés |
| -------------------------------------------------------------------------------------- | ----------- | --- | --------- | --- | --------- | --- | --------- | ---------------------------- | --------------------------------- | ----------------- | ----------------- | ----------------- | --- | ---------------------------------------- | -------- |
| Cornelia Hanisch                                                                       | Tőr, egyéni | H. csoport · Clare Henley-Halsted (GBR) · 5-4 · Maria Consolata Collino (ITA) · 5-2 · Nili Drori (ISR) · 5-2 · Nikki Franke (USA) · 5-1 · Mahvash Shafaie (IRI) · 5-2 | 1.        | C. csoport · Helen Smith (AUS) · 5-3 · Wendy Ager-Grant (GBR) · 5-1 · Donna Hennyey (CAN) · 5-1 · Barbara Wysoczańska (POL) · 4-5 · Giulia Lorenzoni (ITA) · 2-5                                | 2.        | B. csoport · Susan Wrigglesworth (GBR) · 3-5 · Marie-Paule Van Eyck (BEL) · 5-3 · Claudette Herbster-Josland (FRA) · 5-1 · Helen Smith (AUS) · 5-3 · Barbara Wysoczańska (POL) · 1-5               | 3.        | Micheline Borghs (BEL) · 8-3 | Stahl Jencsik Katalin (ROU) · 8-6 |                   |                   |                   | Tordasi Ildikó (HUN) · 4-5 · Maria Consolata Collino (ITA) · 3-5 · Jelena Belova (URS) · 1-5 · Brigitte Gapais-Dumont (FRA) · 0-5 · Bóbis Ildikó (HUN) · 5-2 | 5.                                       | 5.       |
| Ute Kircheis-Wessel                                                                    | Tőr, egyéni | D. csoport · Giulia Lorenzoni (ITA) · 1-5 · Valentyina Szidorova (URS) · 4-5 · Donna Hennyey (CAN) · 5-4 · Josikava Mariko (JPN) · 5-0                                | 4.        | A. csoport · Jelena Belova (URS) · 3-5 · Max Madsen (DEN) · 2-5 · Brigitte Gapais-Dumont (FRA) · 2-5 · Chantal Payer (CAN) · 3-5 · Bóbis Ildikó (HUN) · 5-3                                     | 6.        | kiesett | kiesett   | kiesett                      | kiesett                           | kiesett           | kiesett           | kiesett           | kiesett | kiesett                                  | 32.      |
| Brigitte Oertel                                                                        | Tőr, egyéni | E. csoport · Magdalena Bartoş (ROU) · 5-3 · Barbara Wysoczańska (POL) · 5-2 · Chantal Payer (CAN) · 5-0 · Milady Tack-Fang (CUB) · 5-0                                | 1.        | B. csoport · Claudette Herbster-Josland (FRA) · 3-5 · Olga Knyazeva (URS) · 3-5 · Katarína Lokšová-Ráczová (TCH) · 2-5 · Magdalena Bartoş (ROU) · 5-3 · Krystyna Machnicka-Urbańska (POL) · 5-2 | 4.        | A. csoport · Stahl Jencsik Katalin (ROU) · 2-5 · Valentyina Szidorova (URS) · 4-5 · Katarína Lokšová-Ráczová (TCH) · 4-5 · Grażyna Staszak-Makowska (POL) · 3-5 · Clare Henley-Halsted (GBR) · 5-2 | 5.        | kiesett                      | kiesett                           | kiesett           | kiesett           | kiesett           | kiesett | kiesett                                  | 18.      |
| Cornelia Hanisch Jutta Höhne Ute Kircheis-Wessel Brigitte Oertel Karin Rutz-Gießelmann | Tőr, csapat | C. csoport · Japán (JPN) · 10-6 · Magyarország (HUN) · 6-8 | 2.        | |           | |           | Olaszország (ITA) · 9-2      | Szovjetunió (URS) · 6-9           |                   |                   |                   | Bronzmérkőzés · Magyarország (HUN) · 4-9 | Bronzmérkőzés · Magyarország (HUN) · 4-9 | 4.       |

## Vízilabda
| Nyugatnémet férfi vízilabdacsapat-játékoskeret                                                               | Nyugatnémet férfi vízilabdacsapat-játékoskeret                           |
| --- | ------------------------------------------------------------------------ |
| - Roland Freund - Martin Jellinghaus - Horst Kilian - Günter Kilian - Wolfgang Mechler - Werner Obschernikat | - Peter Röhle - Hans Simon - Jürgen Stiefel - Ludger Weeke - Günter Wolf |

### Eredmények
Csoportkör
C csoport
| Csapat             | M | Gy | D | V | G+ | G– | Gk | P |
| ------------------ | - | -- | - | - | -- | -- | -- | - |
| Magyarország (HUN) | 3 | 3  | 0 | 0 | 15 | 8  | +7 | 6 |
| NSZK (FRG)         | 3 | 2  | 0 | 1 | 9  | 7  | +2 | 4 |
| Kanada (CAN)       | 3 | 1  | 0 | 2 | 8  | 14 | –6 | 2 |
| Ausztrália (AUS)   | 3 | 0  | 0 | 3 | 14 | 17 | –3 | 0 |

| 1976. július 18. | NSZK (FRG)           | 5 – 0 | Kanada (CAN) |  |
| 1976. július 18. | (0–0, 2–0, 1–0, 2–0) |       |              |  |
| 1976. július 18. | Stiefel 2            |       |              |  |

| 1976. július 19. | NSZK (FRG)           | 4 – 3 | Ausztrália (AUS) |  |
| 1976. július 19. | (2–0, 1–1, 1–1, 0–1) |       |                  |  |
| 1976. július 19. | H. Kilian 2          |       | három játékos 1  |  |

| 1976. július 20. | NSZK (FRG)           | 0 – 4          | Magyarország (HUN) |  |
| 1976. július 20. | (0–2, 0–1, 0–1, 0–0) |                |                    |  |
| 1976. július 20. |                      | négy játékos 1 |                    |  |

Döntő csoportkör
| 1976. július 22. | Hollandia (NED)      | 3 – 2 | NSZK (FRG)      |  |
| 1976. július 22. | (0–0, 2–1, 1–0, 0–1) |       |                 |  |
| 1976. július 22. | Veer 2               |       | Wolf, Stiefel 1 |  |

| 1976. július 23. | Magyarország (HUN)   | 5 – 3 | NSZK (FRG)      |  |
| 1976. július 23. | (2–1, 0–1, 2–0, 1–1) |       |                 |  |
| 1976. július 23. | Faragó, Horkai 2     |       | három játékos 1 |  |

| 1976. július 24. | NSZK (FRG)           | 4 – 4 | Jugoszlávia (YUG) |  |
| 1976. július 24. | (1–1, 1–1, 0–1, 2–1) |       |                   |  |
| 1976. július 24. | Stiefel 2            |       | Bonačić 3         |  |

| 1976. július 26. | Olaszország (ITA)    | 4 – 3 | NSZK (FRG)      |  |
| 1976. július 26. | (0–1, 1–1, 1–1, 2–0) |       |                 |  |
| 1976. július 26. | Baracchini 2         |       | három játékos 1 |  |

| 1976. július 27. | NSZK (FRG)           | 3 – 5 | Románia (ROU) |  |
| 1976. július 27. | (0–1, 0–2, 3–1, 0–1) |       |               |  |
| 1976. július 27. | Weeke 2              |       | Schervan 2    |  |

| Csapat             | M | Gy | D | V | G+ | G– | Gk | P |
| ------------------ | - | -- | - | - | -- | -- | -- | - |
| Magyarország (HUN) | 5 | 4  | 1 | 0 | 30 | 24 | +6 | 9 |
| Olaszország (ITA)  | 5 | 2  | 2 | 1 | 21 | 20 | +1 | 6 |
| Hollandia (NED)    | 5 | 2  | 2 | 1 | 18 | 17 | +1 | 6 |
| Románia (ROU)      | 5 | 1  | 3 | 1 | 26 | 25 | +1 | 5 |
| Jugoszlávia (YUG)  | 5 | 0  | 3 | 2 | 21 | 24 | –3 | 3 |
| NSZK (FRG)         | 5 | 0  | 1 | 4 | 15 | 21 | –6 | 1 |

| Csapat     | Helyezés |
| ---------- | -------- |
| NSZK (FRG) | 6.       |